# Ibrahim Biogradlić
Ibrahim Biogradlić est un footballeur et entraîneur bosnien, né le 8 mars 1931 à Sarajevo et décédé le 20 février 2015 dans la même ville. Il évoluait au poste de défenseur.

## Biographie
Il remporte la médaille d'argent aux Jeux olympiques de 1956. Lors du tournoi olympique, il joue un match face à l'Inde.
Il est le joueur le plus capé de l'histoire du FK Sarajevo, avec 378 matchs joués.

## Palmarès
- Médaillé d'argent aux Jeux olympiques de 1956
- 1 sélection avec l'équipe de Yougoslavie en 1956[4]
- Champion de Yougoslavie en 1967 avec le FK Sarajevo